# Mesocriconema xenoplax
Mesocriconema xenoplax är en rundmaskart som först beskrevs av Raski 1952.  Mesocriconema xenoplax ingår i släktet Mesocriconema och familjen Criconematidae. Inga underarter finns listade i Catalogue of Life.